# فاو-2
فاو-2 (بالألمانية: Vergeltungswaffe 2) وتعني «سلاح الانتقام»، وعرف اختصاراً باسم V-2 هو أول صاروخ باليستي وأول جهاز من صنع بشري يصل إلى مدار كوكب الأرض. يعد فاو-2 الأساس الذي بنيت عليه كل الصواريخ الحديثة بما فيها الصاروخ القمري ساتورن 5. أطلق الجيش الألماني خلال الحرب العالمية الثانية أكثر من 3,000 صاروخ فاو-2 على قوات الحلفاء تسببت في مقتل أكثر من 7,250 شخص ما بين مدني وعسكري.

## التطوير
صمم المهندس الألماني فيرنر فون براون جيلين من الصاروخ «أجريجات»، وبعد نجاحهم، بدأ بالتفكير مع والتر ريدل في تصميم صاروخ أكبر بكثير في صيف عام 1937. أوقف مشروع «أجريجات آ-4» لفترة بعد حدوث عدة مشاكل في ثبات الصاروخ آ-3 أثناء الطيران في يوليو 1936. في عام 1937 حدد فون براون الأداء المطلوب من آ-4 وتم إعطاء الأمر بتصميم وتصنيع الصاروخ بين عامي 1938/1939.
في أواخر عام 1941 حصل مركز الأبحاث التابع للجيش الألماني على التكنولوجيا الكافية لجعل صاروخ آ-4 صاروخاً ناجحاً. كانت هناك ثلاث عوامل رئيسية أدت إلى نجاح الصاروخ، المحركات الضخمة المدفوعة بالوقود المسال، وديناميكا الهواء الفوق صوتية، والتحكم وتوجيه الصاروخ. في ذلك الوقت لم يكن هتلر منبهراً بصاروخ فاو-2 حيث ظن أنه كان مجرد قذيفة مدفعية بعيدة المدى في مقابل سعر أعلى بكثير.
في أوائل سبتمبر 1943، وعد فون براون لجنة القصف بعيد المدى أن تطوير صاروخ آ-4 انتهى عملياً ولكن حتى منتصف عام 1944 لم يكن آ-4 جاهزاً. كان هتلر منبهراً بمدى حماسة مطوري الصاروخ ولحاجته لسلاح «أعجوبة» ليحافظ على الروح المعنوية للألمان، وافق هتلر على تعبئته بأعداد كبيرة.

## التفاصيل التقنية

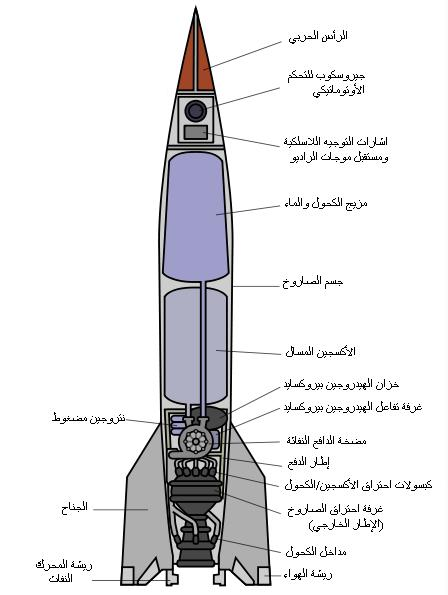
رسم توضيحي لصاروخ فاو-2

عند إطلاقه، كان آ-4 يظل منطلقا لمدة 65 ثانية معتمداً على طاقته الذاتية، ثم كان يتم توجيه الصاروخ على الانحدار المطلوب وبعد إغلاق المحرك يواصل الصاروخ رحلته كالقذيفة معتمداً على السقوط الحر. كانت مضخات الوقود وتوربيناته بخارية، ويتم إنتاج البخار باستخدام هيدروجين بيروكسيد مركز مع برمنجات البوتاسيوم كمحفز. صنعت كلا من خزانات الأكسجين والكحول من سبيكة ألومينيوم-مغنزيوم.